# Trefor
Trefor – wieś w północnej Walii w hrabstwie Gwynedd, położona na północnym wybrzeżu półwyspu Lleyn nad zatoką Caernarvon. Liczba ludności, według ostatniego spisu z 2011 roku, wynosi 814 osób.